# Supermicro

Logo de Supermicro

Super Micro Computer, Inc, exerçant ses activités sous le nom Supermicro est une entreprise de technologie de l'information basée à San José en Californie. Son siège est situé dans la Silicon Valley, avec une entité de fabrication aux Pays-Bas et un parc technologique à Taiwan.
Fondé par Charles Liang, Wally Liaw et Sara Liu en novembre 1993, Supermicro est spécialisé en serveurs informatique, stockage, lames, solutions rack, équipements réseau, logiciels de gestion de serveurs et stations de travail pour les centres de données, cloud computing, big data, et calcul haute performance (HPC),,.
En 2016, Supermicro a déployé 30 000 serveurs dans un datacenter. Supermicro a été classée 18e parmi les sociétés ayant les plus forts taux de croissance par le magazine Fortune.
Bloomberg News dans un article du 4 octobre 2018, implique Super Micro Computer Inc dans l'introduction de puces espionnes dans des cartes mères de serveurs d'Apple. Cette accusation a suscité de nombreux débats et des controverses depuis sa publication.

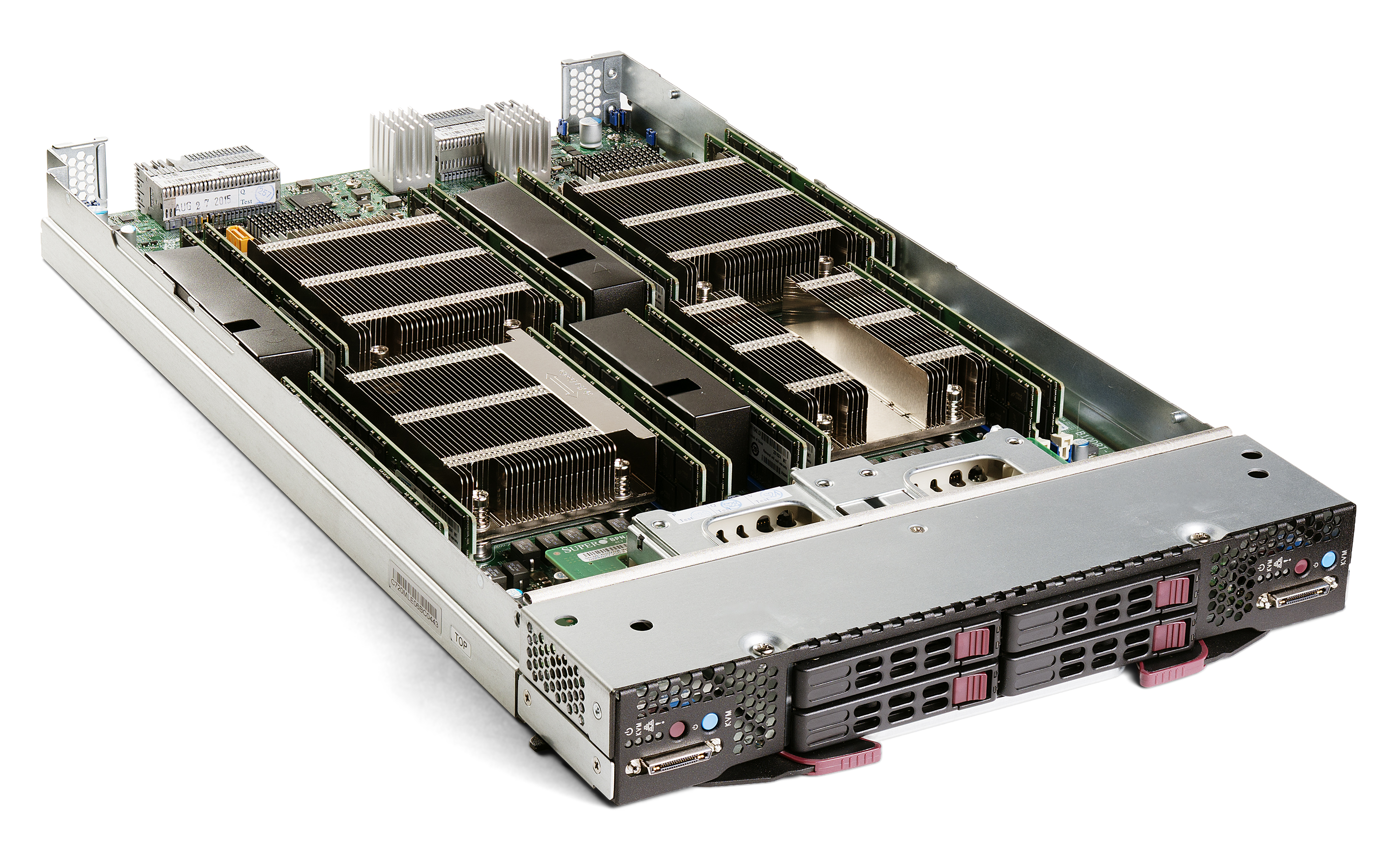
Serveur blade Supermicro